# Minoterie Charrier
La minoterie Charrier, aussi appelée moulin de Bar-sur-Seine, est une ancienne minoterie située sur un bras de la Seine à Bar-sur-Seine dans l’Aube, en France. Construite au milieu du XIXe siècle à l’emplacement d’un moulin d’origine ancienne, la minoterie à pans de bois  est la dernière de ce type de grands moulins ayant existé dans la région. Abandonnée durant de longues années, son état de dégradation avancée fait qu’elle est considérée « Patrimoine en péril » en 2019. 
Une petite centrale hydro-électrique au fil de l’eau a été adjointe à la minoterie dans les années 1920. Un pont routier traversant la Seine longe la minoterie et la centrale, côté amont. 

## Histoire

### Le moulin et la minoterie: production agro-alimentaire

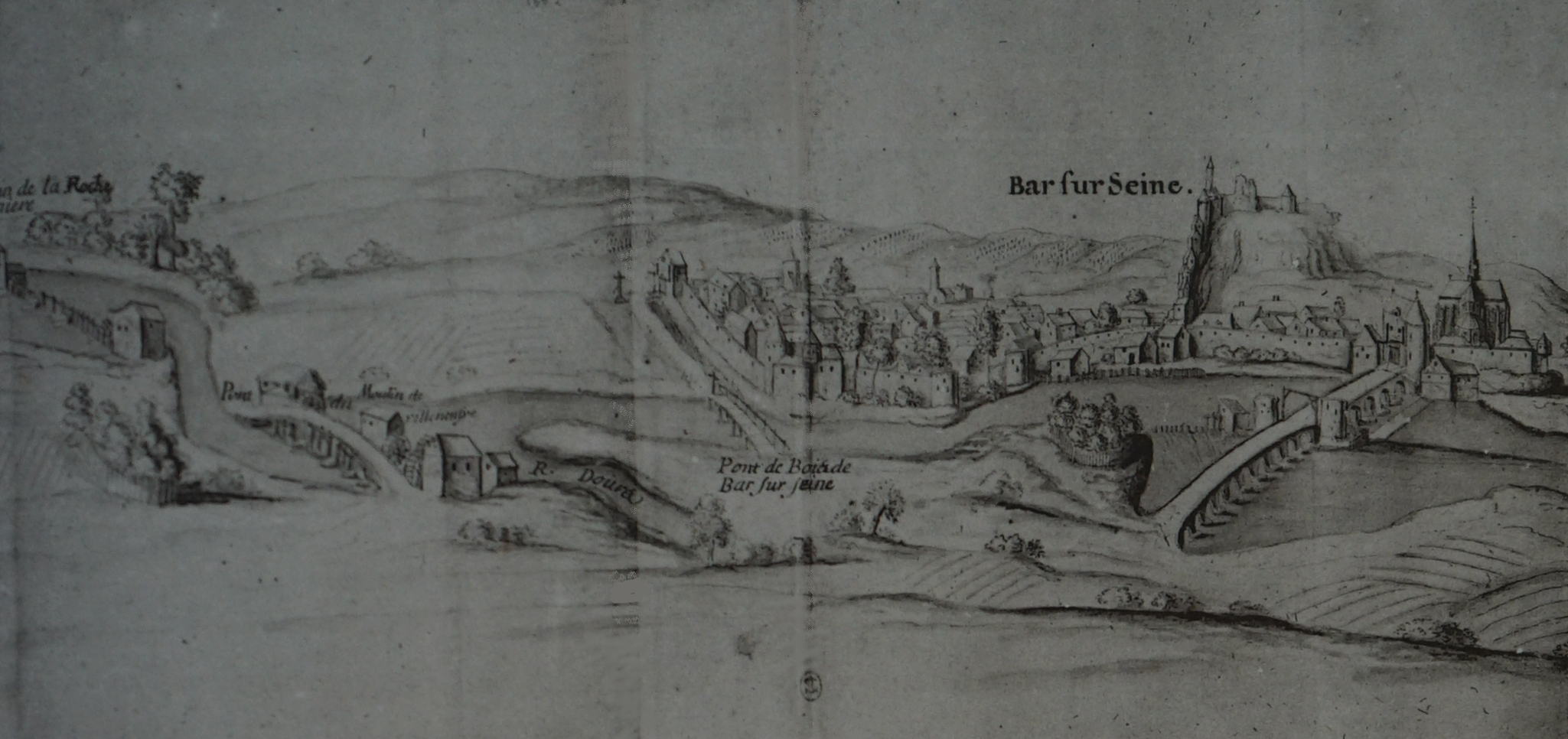
Sur cette estampe de 1807 représentant Bar-sur-Seine, le moulin se trouve sur la droite, au bout du pont près de l’église Saint-Étienne, et son bief est en aval du pont.

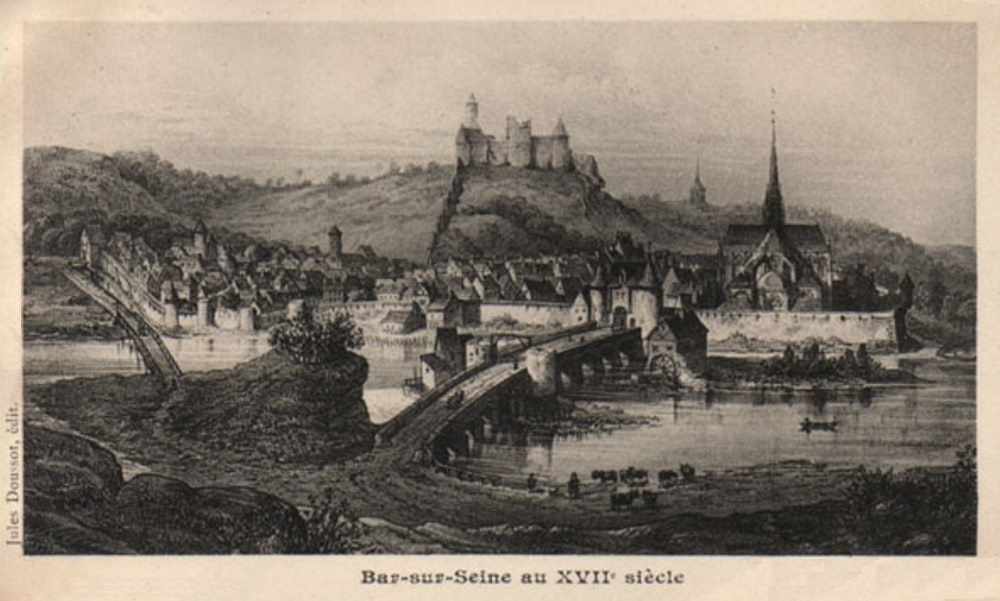
Sur cette carte postale ancienne représentant Bar au XVIIe siècle le moulin est au centre, au bout du pont près de l’église Saint-Étienne, et le bief est en aval du pont.

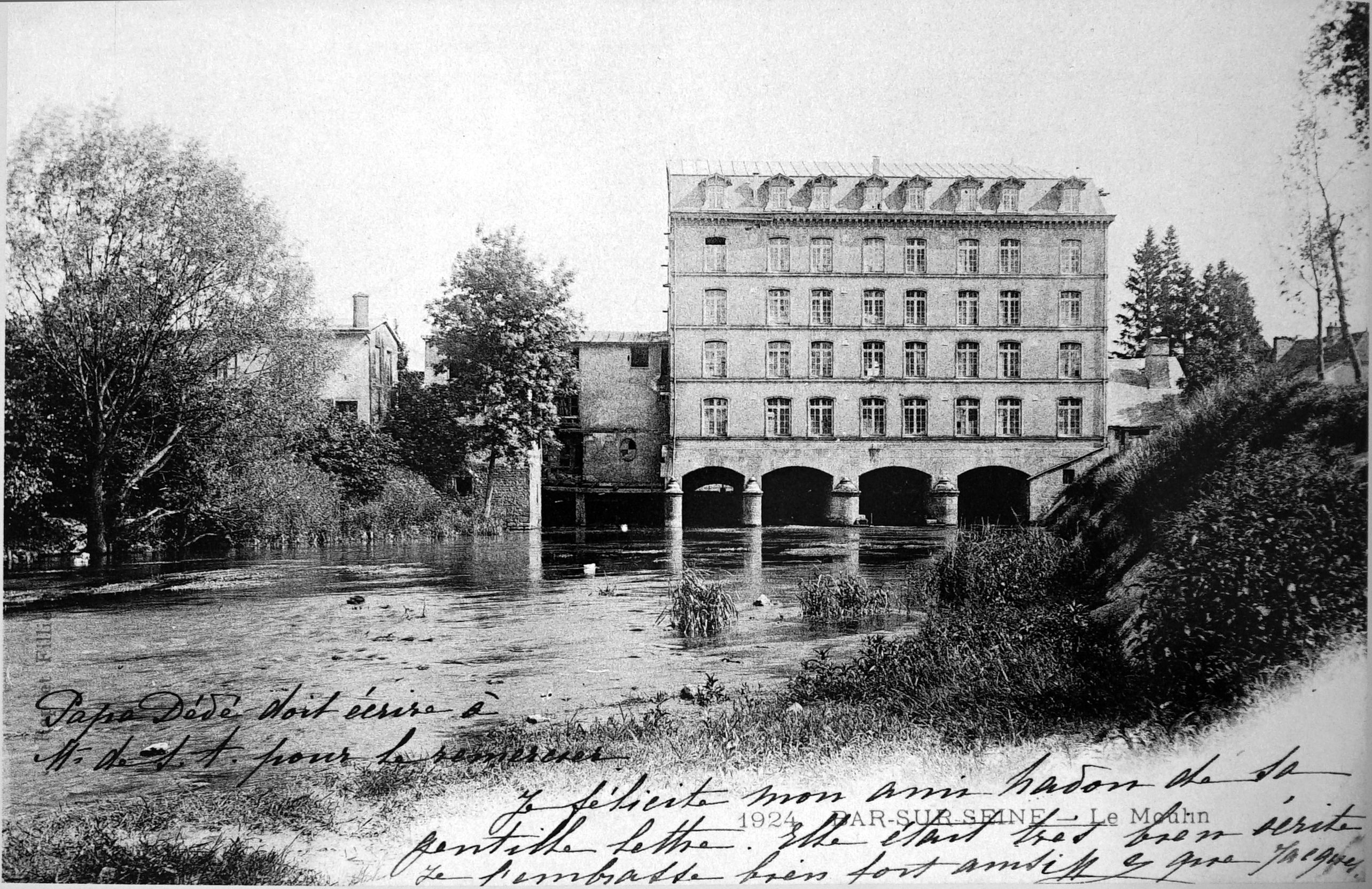
Carte postale du moulin en 1924. La centrale n’est pas encore construite.

Selon l’historien Jacky Provence, la présence d’un moulin à cet emplacement est attestée dès le XIe siècle. On trouve trace de ses propriétaires en 1836. Dans la seconde moitié du XIXe siècle, un grand bâtiment à pans de bois est construit au-dessus de la Seine. Le moulin produit de la farine et est dit "minoterie Charrier" du nom de son propriétaire. En 1854, une huilerie et une filature sont également installées.
L’activité de meunerie cesse vers 1925.

### La centrale hydro-électrique
Une petite centrale hydro-électrique est construite contre la minoterie, côté est, à partir de 1923. Elle aurait été mise en service en novembre 1929.

### Abandon des activités
La minoterie est abandonnée depuis des décennies. L’ensemble aurait été propriété d’Allemands entre 1976 et 1999 puis de sociétés iseranes jusqu’en 2009. 
La centrale électrique est désaffectée à une date incertaine, située entre 1986 et 2013, il semble que les installations électriques aient été rénovées vers 2003-2004.

### Restauration
Des particuliers achètent l’ensemble en 2009 avec l’intention de le restaurer. Ils rénovent la centrale hydro-électrique, remplacent les quatre turbines en 2010, permettant de relancer la production et de financer une partie de la restauration en revendant l’électricité à EDF.
Par manque de moyens pour une réhabilitation totale de la minoterie, les propriétaires se limitent principalement à effectuer des travaux urgents et de mise en sécurité,, : remise en état des descentes d’eau pluviale, réparation sommaire des lucarnes, étayement, bâchage ou remplacement d’une partie de la structure en bois endommagée. Cela permet une ouverture au public en 2018, la première depuis 2000. L’édifice nécessite néanmoins de très importants travaux pour assurer sa pérennité.
En 2019, la minoterie est sélectionnée pour être l’un des dix-neuf projets emblématiques bénéficiaires du loto du patrimoine de l’année. Il représente la région Grand Est. Les fonds reçus seront en priorité destinés à réhabiliter la toiture en mauvaise condition, qui provoque des infiltrations d’eau endommageant l’ensemble du bâtiment en bois,,, ainsi que le remplissage des pans de bois. À terme, une restauration totale envisage de l’intégrer au tourisme et à l’économie locaux,. Le début des travaux est prévu pour le printemps 2020.

## Description

### Minoterie, ou moulin à pans de bois
Le moulin du XIXe siècle est l’un des derniers témoins des grands moulins à pans de bois construits le long de la Seine dans la région. La minoterie s’élève sur cinq niveaux dont un mansardé. La structure est en bois, les vides entre les poutres des façades sont originellement emplis et les façades sont originellement enduites. 
L’édifice est construit sur un pont de pierre à quatre arcs surbaissés. Les trois arcs sous la partie centrale du bâtiment sont de portées similaires et sont alignés avec les trois groupes de deux fenêtres de la façade nord. L’arc de l’extrémité présente une portée plus faible et est aligné avec les fenêtres des étages supérieurs de la façade nord. L’extrémité ouest repose sur la rive et est également alignée avec les fenêtres des étages. 

#### État actuel
Depuis l’abandon, de larges parties du remplissage de la structure en bois sont tombées, laissant l’édifice ouvert aux intempéries. Toutefois, le moulin étant ouvert à tous les vents, les courants d’air permettent de sécher l’édifice, d’éviter l’humidité et participent en réalité à sa conservation. La minoterie est sévèrement endommagée en plusieurs endroits par les écoulements d’eau pluviale qui font pourrir le bois. Les menuiseries des fenêtres sont absentes ou brisées. Les lucarnes subsistantes sur la moitié nord sont très endommagées et en partie pourries.

#### Façade ouest

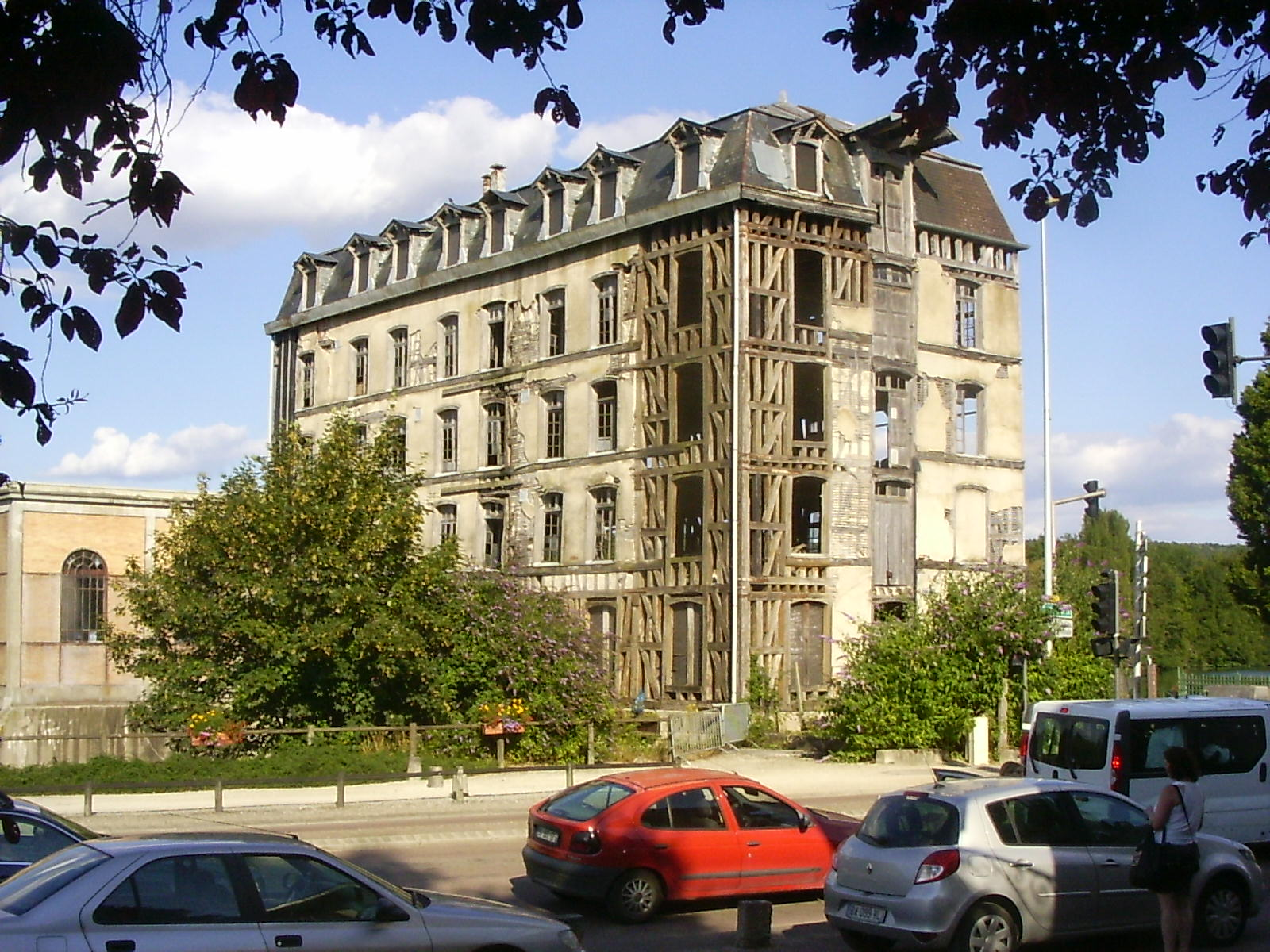
Façades ouest et nord en 2017. Une petite partie de la centrale est visible à gauche.

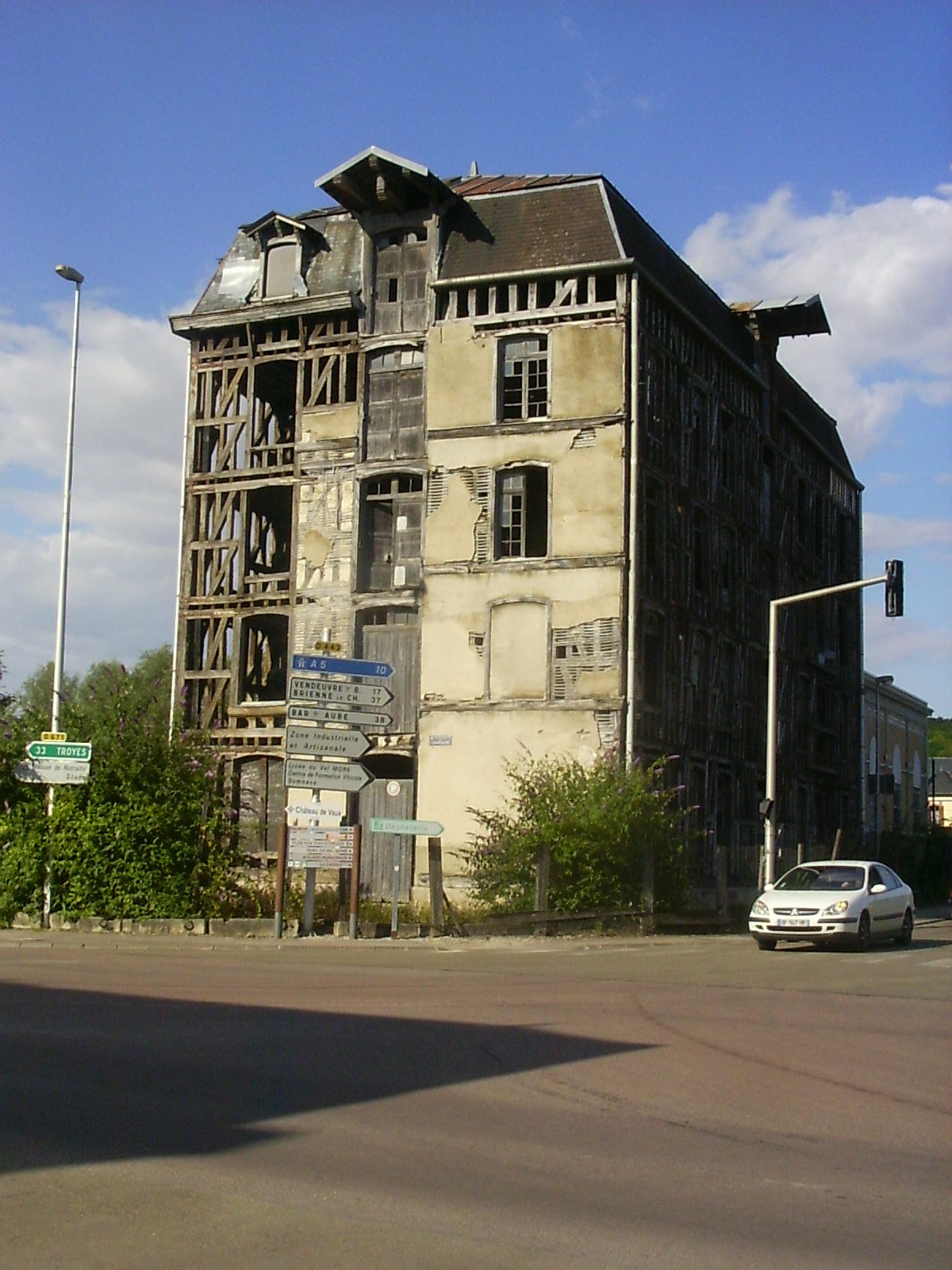
Façade ouest en 2016. La différence entre le toit en configuration d’origine, au nord, et celui refait, au sud, est bien visible.

Au dernier étage, une poulie située sur une avancée extérieure permettait de monter du grain ou d’autres objets. À chaque étage, une double porte donne accès à ce qui était hissé par la poulie. Une fenêtre se trouve de chaque côté de ces portes, sauf au rez-de-chaussée du côté droit, au premier étage à droite (murée), et la lucarne droite disparue lors d’une réfection de la toiture, récente mais antérieure à 2008. En 2019, l’enduit et le remplissage sont encore présents sur les trois-quarts de la façade, majoritairement en partie droite.
La façade donne sur la route départementale 671, nommée Faubourg de Champagne à Bar-sur-Seine.

#### Façade sud

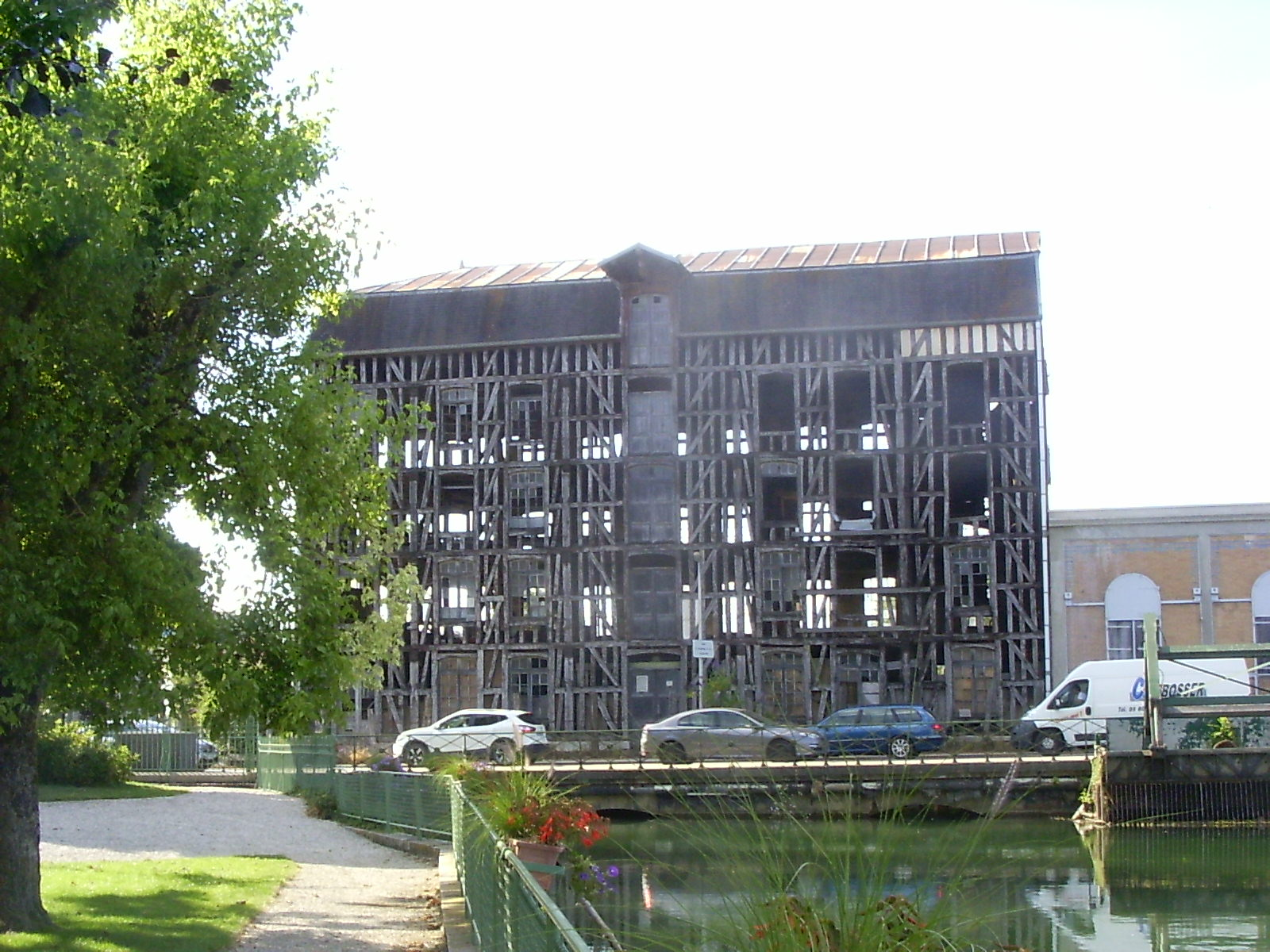
Façade sud en 2016. Une partie de la structure à droite a depuis été refaite. Une petite partie de la centrale est visible à droite.

La façade présente en son centre le même système de poulie pour monter le grain. De chaque côté se trouvent un groupe de deux fenêtres et une troisième fenêtre un peu plus espacée. Au rez-de-chaussée à gauche se trouve en plus une septième fenêtre, plus étroite, et coincée entre l’angle et une fenêtre. Cette fenêtre supplémentaire se trouve donc contre la partie de la façade ouest qui ne présente pas de fenêtre à ce niveau. Une réfection du côté sud de la toiture, antérieure à 2008, a supprimé les lucarnes de cette façade. En même temps, un début de restauration de la façade avait été entamé, conduisant à la suppression de l’enduit et du remplissage ainsi qu’à la pose d’un nouveau remplissage en quelques endroits. La partie droite de la façade ayant été très endommagée par la pourriture causée par les écoulements d’eau pluviale, elle a été étayée au début des années 2010. À l’hiver 2017, cette partie endommagée de la structure a été refaite.
La façade donne sur le pont sur lequel passe la route départementale 443, nommée avenue Général-Leclerc à Bar-sur-Seine.

#### Façade nord

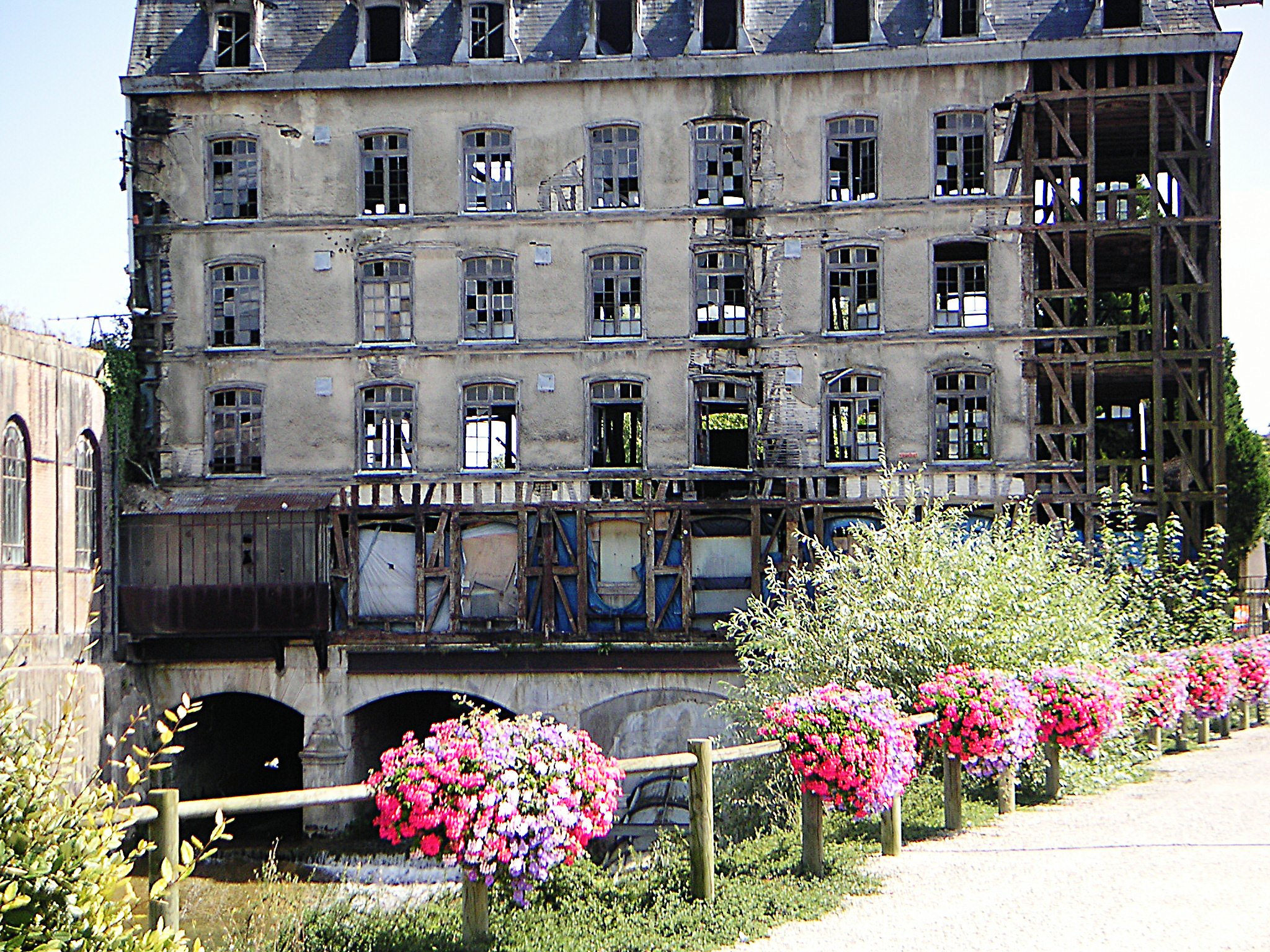
Façade nord de la minoterie en 2007. La partie gauche contre l’angle a depuis été bâchée. Une petite partie de la centrale est visible à gauche.

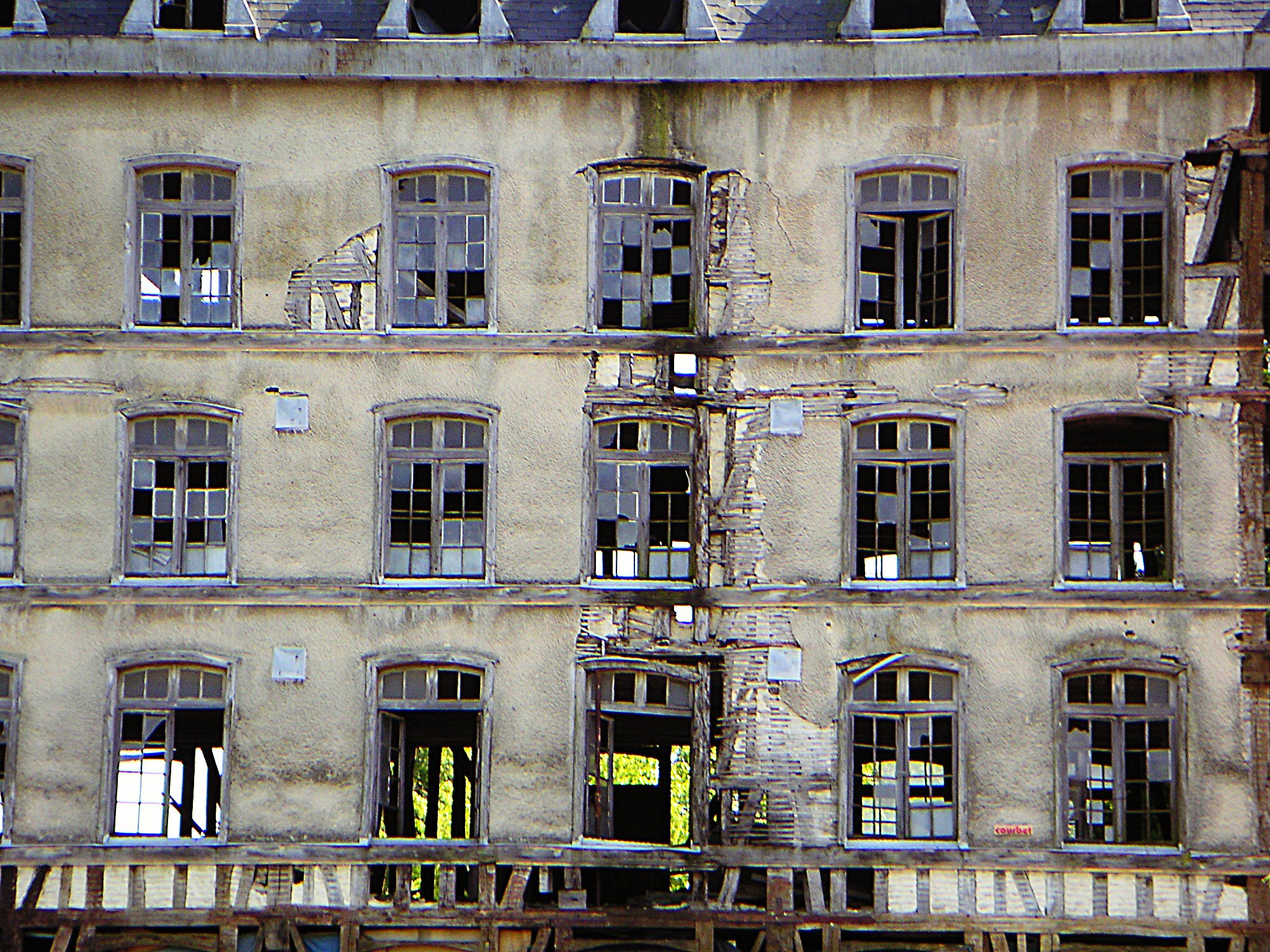
Détail des dégâts au centre de la façade nord en 2007. La partie centrale a été étayée depuis, mais les dégâts se sont aussi aggravés.

Sur la façade se trouvent huit fenêtres par étage, agencées symétriquement : trois groupes de deux fenêtres dans la partie centrale et une fenêtre seule à chaque extrémité, dans l’alignement des arcs du pont. Une petite verrière métallique se trouve au rez-de-chaussée en encorbellement au-dessus de la rivière et de l’arc est du pont. L’enduit et le remplissage sont encore présents sur la majeure partie de la façade, sauf aux extrémités. Au début des années 2010, des bâches ont été placées sur toute la hauteur contre l’angle nord-est, pour protéger le bois de l’eau, tandis que la travée centrale également endommagée par l’eau a été étayée.

#### Pignon est
Le pignon est aveugle et est encore quasiment complètement enduit en 2019. La centrale hydro-électrique est construite contre ce pignon.

### La centrale hydro-électrique

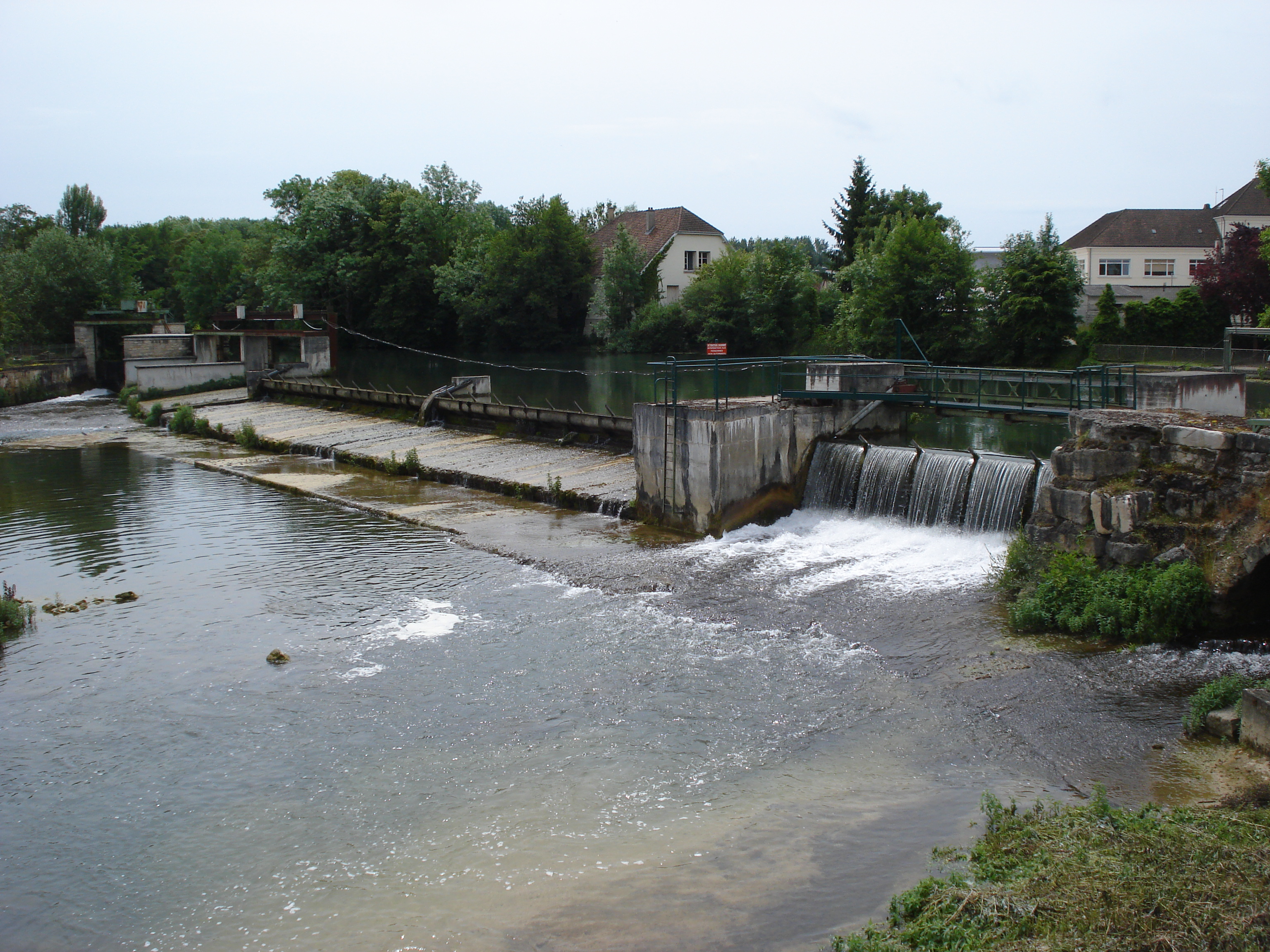
Le bief du moulin et de la centrale. Ses origines remontent au moins au XVIIe siècle.

Un scientifique mauricien, Assan Dina, a fait construire dans les années 1920 ce bâtiment à la structure de béton armé, aux murs de brique et avec une terrasse en toiture. Les travaux auraient commencé en 1923 et se seraient terminés en 1926. La centrale est située contre l’ancienne minoterie à l’ouest et repose sur une île de la Seine à l’est. Elle repose sur un pont de béton, trois travées identiques du côté ouest et une travée beaucoup plus large à l’est.
Entrée en service en novembre 1929, la centrale abritait à l’origine quatre turbines alimentant deux alternateurs de 220 et 125 kWh. Couplée avec la centrale de Fouchères, elle alimentait en électricité quatorze communes de la vallée de la Seine.
Après la rénovation des installations électriques de 2003-2004, la centrale aurait produit annuellement environ 2 GWh.
La production est relancée après le remplacement des quatre turbines en 2010,. L’électricité est vendue à EDF.

### Note
1. ↑  Assan Dina, petit-fils d’un maharaja de Lahore, a été également impliqué dans la création de l’observatoire de Haute-Provence et dans d’autres projets astronomiques. (Cf. références « Patrimoine en danger : le moulin de Bar-sur-Seine. » et « Il s’ingénie à sauver le moulin de Bar-sur-Seine »)